# موراي أندرسون
موراي أندرسون هو لاعب هوكي الجليد كندي، ولد في 28 أغسطس 1949 في ذا باس ‏ في كندا.

## وصلات خارجية
- موراي أندرسون على موقع دوري الهوكي الوطني (الإنجليزية)
- موراي أندرسون على موقع قاعة مشاهير الهوكي (لاعب أن.إتش.أل) (الإنجليزية)
- موراي أندرسون على موقع EliteProspects.com (الإنجليزية)
- موراي أندرسون على موقع HockeyDB.com (الإنجليزية)
- موراي أندرسون على موقع Hockey-Reference.com (الإنجليزية)